# Gerd Cintl
Gerd Cintl (né le 11 décembre 1938 à Düsseldorf et mort le 26 décembre 2017) est un rameur allemand. Il participe aux Jeux olympiques d'été de 1960 en représentant l'Équipe unifiée d'Allemagne dans l'épreuve du quatre barré et remporte le titre.

## Palmarès

### Jeux olympiques
- Jeux olympiques de 1960 à Rome,  Italie
  -  Médaille d'or (quatre barré)[2].
- Championnats d'Europe d'aviron de 1958
  -  Médaille d'argent